# Lassin Isaksen
Lassin Isaksen (* 21. Januar 1961 in Klaksvík) ist ein ehemaliger färöischer Fußballschiedsrichter. Von 1996 bis zu seinem Karriereende 2006 war er auch als FIFA-Schiedsrichter im Einsatz.

## Karriere

### Als Spieler
Isaksen spielte als Abwehrspieler ausschließlich für KÍ Klaksvík und kam 1980 am ersten Spieltag der 1. Deild bei der 1:2-Auswärtsniederlage gegen GÍ Gøta zum ersten Mal zum Einsatz. Auch in den nächsten beiden Jahren war er größtenteils Stammspieler, in der Folge absolvierte er nur noch 1987 und 1988 mehr als die Hälfte aller Ligaspiele. Für die erste Mannschaft kam er zuletzt 1990 zum Einsatz, 1994 half er noch einmal bei der dritten Mannschaft aus. Insgesamt stand Isaksen bei 90 Erstligapartien als Spieler auf dem Platz.

### Als Schiedsrichter
Sein erstes Spiel leitete Isaksen am vierten Spieltag der Saison 1986 in der ersten Liga der Frauen zwischen KÍ Klaksvík und ÍF Fuglafjørður. 1990 leitete er erstmals in der zweiten Liga am ersten Spieltag zwischen GÍ Gøta II und NSÍ Runavík eine Partie. Ein Jahr später kam er in der zweiten Runde des färöischen Pokals zwischen LÍF Leirvík und GÍ Gøta zum Einsatz. Hinzu kam noch ein Einsatz im Viertelfinale. In der ersten Liga wurde Isaksen in dieser Saison ebenfalls zweimal eingesetzt, das erste Spiel bestritt Isaksen hierbei am siebten Spieltag zwischen HB Tórshavn und MB Miðvágur. In der nächsten Saison leitete er ebenso wie Nemus Napoleon Djurhuus und Niklas á Líðarenda zehn Erstligaspiele, was die Höchstzahl in dieser Saison darstellte. Auch 1995, 1998, 1999, 2000 und 2003 wurde kein Schiedsrichter bei mehr Erstligapartien eingesetzt. 1993 pfiff Isaksen das Finale des färöischen Pokals der Männer zwischen HB Tórshavn und B71 Sandur. 1996 war Isaksen erneut Schiedsrichter des Pokalendspiels sowie deren Wiederholung zwischen GÍ Gøta und HB Tórshavn. 2003 durfte er zum dritten Mal das Pokalfinale, welches B36 Tórshavn und GÍ Gøta austrugen, leiten.
Sein erstes internationales Spiel leitete Isaksen 1996 in der Gruppenphase des UEFA Intertoto Cups zwischen Lillestrøm SK und Sligo Rovers. 1998 folgte das erste Frauen-Länderspiel zwischen den Niederlanden und Norwegen in der Qualifikation zur WM 1999. Bei der U-21 der Männer leitete er zudem das Freundschaftsspiel zwischen Dänemark und Finnland. Der erste Einsatz für die A-Nationalmannschaften der Männer folgte noch im selben Jahr im Freundschaftsspiel zwischen Island und Lettland. 2002 war Isaksen als Schiedsrichter beim Atlantic Cup zwischen B36 Tórshavn und ÍA Akranes im Einsatz. 2005 wurde er das erste Mal in ausländischen Ligen eingesetzt. So leitete er in der schwedischen Adeccoligaen das Spiel zwischen Skeid Oslo und IL Hødd sowie in der finnischen Veikkausliiga das Spiel zwischen AC Allianssi und IFK Mariehamn. Dafür wurden der Schwede Zarko Kovacevic sowie der Finne Tony Asumaa als Austausch in der ersten färöischen Liga eingesetzt. Sein letztes Spiel als Schiedsrichter am 15. November 2006 zwischen Irland und San Marino zur Qualifikation für die EM 2008 wurde live auf Sjónvarp Føroya übertragen. Sein Nachfolger für die Färöer auf internationaler Ebene wurde Petur Reinert.
Insgesamt leitete Isaksen 195 Erstligaspiele (183 bei den Männern, zwölf bei den Frauen), 23 Zweitligapartien, sieben Relegationsspiele, 72 Spiele im färöischen Pokal, 15 Europapokalspiele, sieben A-, acht U-21-, zwei U-19- sowie zwei U-17-Länderspiele. Sein Heimatverein als Schiedsrichter war wie auch schon als Spieler KÍ Klaksvík. Nach seiner aktiven Karriere fungiert Isaksen als Schiedsrichter-Koordinator des färöischen Verbandes.